# Jamie Cook
Jamie Robert Cook est un musicien anglais né le 8 juillet 1985 à Sheffield. Il est le guitariste du groupe de rock Arctic Monkeys.

## Les Arctic Monkeys
Jamie Cook et Alex Turner étaient voisins à High Green, quartier de Sheffield, et, comme Turner, il demande une guitare électrique pour Noël en 2001. C'est à partir de là qu'ils décident de former le groupe.
Surnommé « Cookie », il est le membre des Arctic Monkeys au langage le plus franc, affirmant qu'il « déteste la presse écrite », et défendant la fréquence de leurs disques en disant « Je ne nous vois pas être comme Coldplay, ce serait terriblement ennuyeux. Tu pars en tournée pour ton album pendant trois ans en jouant le même concert soir après soir. Ça doit être vraiment déprimant. Des gens peuvent aimer faire ça, mais nous ne pourrions pas. ». Cook est aussi connu pour son charisme lors des représentations « live », dansant et bougeant avec énergie.